# Desa Nanggewer (administrativ by i Indonesien, lat -6,78, long 108,30)
Desa Nanggewer är en administrativ by i Indonesien.   Den ligger i provinsen Jawa Barat, i den västra delen av landet, 170 km öster om huvudstaden Jakarta.